# Puèglagarda
Puèg la Garda (en francès Puylagarde) és un municipi francès situat al departament de Tarn i Garona i a la regió d'Occitània.

## Demografia
| 1962                                       | 1968 | 1975 | 1982 | 1990 | 1999 | 2007 |
| ------------------------------------------ | ---- | ---- | ---- | ---- | ---- | ---- |
| 374                                        | 389  | 330  | 344  | 298  | 331  | 340  |
| Des de 1962: població sense dobles comptes |      |      |      |      |      |      |

## Administració
| Període   | Identitat    | Partit |
| --------- | ------------ | ------ |
| 1989-2001 | André Dalat  |        |
| 2001-     | André Carrié |        |